# 아서 크루덥
아서 윌리엄 "빅 보이" 크루덥(Arthur William "Big Boy" Crudup, 1905년 8월 24일 ~ 1974년 3월 28일)은 미국의 델타 블루스 가수, 작곡가, 기타 연주자다.
블루스계 권외에서는 엘비스 프레슬리 등의 아티스트가 녹음하게 되는 〈That's All Right〉, 〈My Baby Left Me〉, 〈So Glad You're Mine〉의 작곡가로 유명하다.

## 어린 시절
미시시피주 포레스트 태생으로 부모는 남부와 중서부를 표표하는 이주 노동자였다. 1926년 가족은 미시시피주로 돌아와 복음성가를 노래했다. 동리 블루스 음악가 파파 하비의 지도를 받았다. 이후 포레스트 인근의 무도장 및 카페에서 연예했다. 1940년대경 시카코로 이주했다.

## 음악가 경력
미시시피주 클라크데일에서 블루스 가수로서의 경력을 시작했다. 하모나이징 포의 일원으로서 1939년 시카고에 방문했다. 시카고에서 단독 음악가로 성립하려 했지만 길거리 가수로서 연명하는 게 고작이었다. 포장 상자에서 사는 크루덥을 우연히 발견하였다고 주장하는 음반 프로듀서 레스터 멜로스는, 그를 탐파 레드에게 소개시켜 주고 RCA 빅터의 블루버드사에 녹음 계약을 맺게 해 주었다. 탐파 레드는 크루덥에게 "할 수 있는 일을 해라. 할 수 없다면, 그 일은 잊어버려라."고 조언했다.

### 녹음
1940년대 말부터 RCA에서의 녹음이 시작되어 1950년대 초에는 에이스 레코드, 체커 레코드, 트럼펫 레코드에서도 녹음을 진행했다. 남부의 흑인용 클럽을 순회하며 소니 보이 윌리엄 2세, 엘모어 제임스와 협연도 성사했다. 음반 예명으로는 "얼머 제임스(Elmer James)", "퍼시 리 크루덥(Percy Lee Crudup)"을 썼다. 남부에서 〈Mean Old 'Frisco Blues〉, 〈Who's Been Foolin' You〉, 〈That's All Right〉가 인기를 얻었다. 이 곡들 및 〈Rock Me Mama〉, 〈So Glad You're Mine〉, 〈My Baby Left Me〉 따위는 일후 엘비스 프레슬리, 엘튼 존, 로드 스튜어트의 구음을 거친다.
크루덥은 저작료 분쟁으로 1950년대를 임시해 녹음을 중단한다. "모두가 내 덕에 부자가 되었지만, 나는 홀로 가난했다."고 말하기도 했다. 시카고에서 행한 세션은 1951년이 마지막이었다. 1952년 ~ 54년 빅터 녹음 세션은 조지아주 애틀랜틱에서 진행되었다. 파이어 레코드와 델마크 레코드에서 녹음업에 복귀하면서 1965년 순회공연도 떠났다. 여기서 "로큰롤의 아버지"라고 홍보될 때는 다소 어안이 벙벙했지만, 이 별칭을 받아들이기로 했다. 이즈음의 크루덥은 가수로서 받는 저임금을 보강하게끔 노동자로 종사했다. 저작료도 받지 못한 형편이었다. 멜로스와 저작료를 두고 싸운 뒤 미시시피주로 건너가 밀주를 생업으로 삼았다. 이후 버지니아주로 이주해 농사꾼에 종업하며 세 명의 아들을 비롯한 가족들과 피붙이들과 살았다. 주류 업체에서 더러 노래하면서 밀주를 공급했다. 그중 한 곳은 노샘프턴 컨트리에 위치한 듀드롭 여관이란 곳이다.

### 말년
1968년 블루스 홍보업자 딕 워터맨이 크루덥의 저작료를 위해 투쟁, 크루덥에 60,000달러를 지불하는 합의에 도달했다. 하지만, 저작료를 지불하기로 된 힐 앤 레인지는 소송으로 더 이상의 돈을 잃을 수 없다고 판단, 종국에 가서 서류 서명을 거부했다. 1970년대 초에는 버지니아주 운동가 실리아 산티아고와 마가렛 카터가 조력해 마땅한 저작료를 받아내기 위해 힘썼으나 소폭적인 성공에 그쳤다. 1971년경, 크루덥은 미국 작곡가 조합의 중재를 통해 밀린 저작료로서 10,000달러 이상 금액을 받았다. 1970년 영국 여행 적에는 현지 음악인들과 "로벅 맨(Roebuck Man)" 명의로 녹음을 진행했다. 마지막으로 행한 전문 참사는 보니 레이트와 행한 것이다.

## 사망

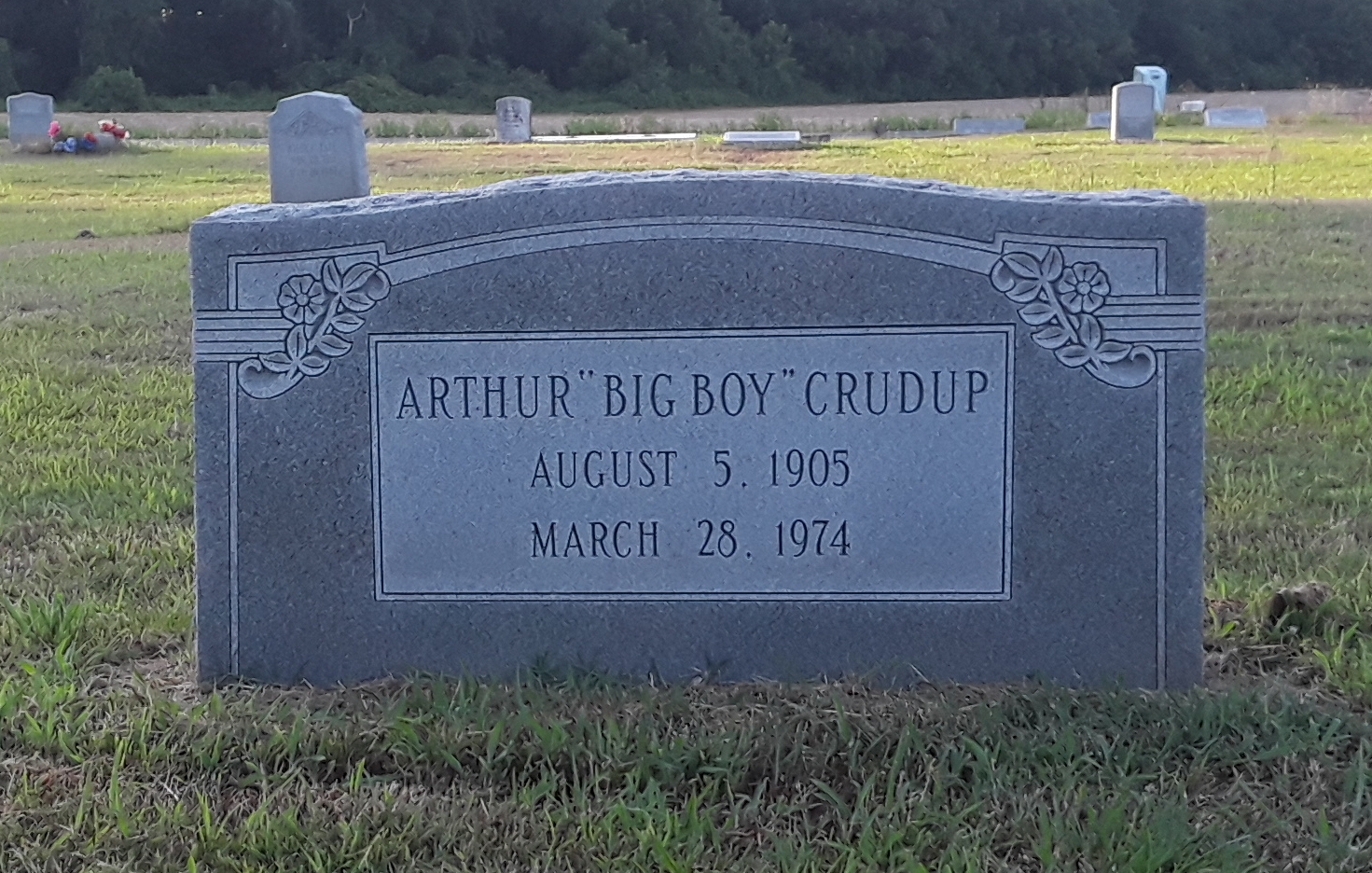
버지니아주 프랭크타운에 있는 크루덥의 묘비.

저작료 합의 실패에서 4년이 흐른 1974년, 크루덥은 숨을 거두었다. 사망 일자는 그가 사용한 숱한 명의로 인해 다소 혼란이 있으며, 그 명의 가운데는 형제자매의 것도 있다. 심장병과 당뇨병의 중첩으로 1974년 3월 버지니아주 노샘프턴 컨트리의 나사와독스 병원에서 사망한 것으로 되어 있다.

## 유산
포레스트에는 그의 업적을 기리는 미시시피 블루스 트레일 명판이 건립돼 있다. 엘비스 프레슬리는 다음과 같은 말로 크루덥의 중요성을 일깨우기도 했다. "내게 꿈이란 게 있었다면, 아서 크루덥처럼 훌륭한 사람이 되는 것이었다."